# 花果山古墓群
花果山古墓群，位于中国广西壮族自治区岑溪县糯垌镇花果山，为一个省级文物保护单位，类型为古墓葬，为第四批广西壮族自治区文物保护单位，公布时间为1994年7月8日。
花果山古墓群的历史年代为战国－汉。